# 塔拉西夫卡 (安德魯紹夫卡區)
50°2′45″N 29°4′39″E / 50.04583°N 29.07750°E
塔拉西夫卡（烏克蘭語：Тарасівка），是烏克蘭北部的村莊，隸屬日托米爾州的別爾季切夫區。該村面積9.5平方公里，海拔高度219米，2001年人口93，人口密度每平方公里9.79人。